# Лондонский морской договор (1936)
Лондонский морской договор 1936 года — договор об ограничении военно-морских вооружений, ставший результатом Второй лондонской конференции по ограничению морских вооружений. В свою очередь являлся развитием Лондонского морского договора 1930 года. Был подписан 25 марта 1936 года правительствами Великобритании, США и Франции. Япония и Италия, ранее участвовавшие в переговорах, подписать договор отказались. Тем не менее, договор был открыт для подписания другими странами. Срок действия договора истекал 31 декабря 1942 года.

## История появления Второго лондонского договора
Обострение международных противоречий и продолжение гонки вооружений в начале 1930-х годов, привели в октябре 1934 года к трёхсторонним переговорам между США, Великобританией и Японией. Переговоры проходили в Лондоне, представители Италии и Франции присутствовали на них в качестве наблюдателей.
В ходе переговоров японская сторона выдвинула ряд требований, абсолютно неприемлемых для Великобритании и США. В частности, японцы желали признания паритета в военно-морских вооружениях, в то время как Вашингтонский договор устанавливал его для флотов Великобритании, США и Японии в соотношении 5:5:3. Кроме того, японцы желали договорного закрепления лишь общего тоннажа флотов, без учёта деления на классы боевых кораблей.
Переговоры быстро зашли в тупик и 29 декабря 1934 года японское правительство официально разослало ноту, в которой объявило о денонсации всех ранее подписанных соглашений по морским вооружениям. В свою очередь, это вызвало необходимость созыва новой конференции по морским вооружениям, согласно статье XXIII части V, Лондонского договора 1930 года. Собрать новую конференцию следовало в 1935 году.

## Основные положения Второго лондонского договора
Договор, главным образом, накладывал качественные ограничения на строительство новых линкоров, авианосцев, крейсеров и подводных лодок.
Устанавливалось, что линкоры, заложенные после подписания договора, должны были иметь стандартное водоизмещение не более 35 000 длинных тонн и калибр артиллерии не более 356 мм (14"). Это оговаривалось статьёй IV. Ввиду отказа Японии и Италии от подписания договора делалась оговорка, что если эти державы не подпишут договор до 1 апреля 1937 года, договаривающиеся державы имеют право поднять калибр артиллерии до 406 мм (16").
30 июня 1938 года в Лондоне был подписан протокол об изменениях во втором Лондонском договоре, в котором Великобритания, США и Франция заявили, что с этого дня максимальное стандартное водоизмещение линкора составляет 45,720 метрических тонн, а калибр орудий 406 мм.
Предельное водоизмещение авианосцев устанавливалось статьёй V в 23 000 длинных тонн. Калибр их артиллерийского вооружения не должен был превышать 155 мм (6,1").
Водоизмещение крейсеров ограничивалось 10 000 длинных тонн. Все крейсера делились на два подкласса, согласно части I договора:
«А» — крейсера с артиллерией до 203 мм (8"). Их строительство и приобретение запрещалось до конца срока действия договора;
«В» — крейсера водоизмещением не более 8000 длинных тонн, с артиллерией не более 155 мм (6,1"). Их строительство и приобретение было разрешено.
Водоизмещение подводных лодок по статье VII было ограничено 2000 длинных тонн, калибр артиллерии 130 мм (5,1"). Особые статьи ограничивали применение ПЛ против гражданских судов. В частности, требовалось обеспечить спасение экипажей и пассажиров этих судов, причём судовые шлюпки не признавались достаточным средством спасения. В сочетании с отсутствием запрета на вооружение торговых судов, эти статьи выглядели весьма двусмысленно.
На строительство кораблей, которые несут орудия калибра до 6,1 дюйма (155 мм) и стандартное водоизмещение которых не превышает 3000 дл. тонн (3048 метрических тонн), качественные ограничения, наложенные Первым Лондонским договором, снимались (лёгкие надводные силы, категория C).
Только начало войны либо строительство другими странами кораблей, превышающих договорные параметры, освобождало участников от выполнения положений договора (ст. 24 и 25, часть IV).

## Значение Второго лондонского договора
Поражение Британской дипломатии как по вопросу количественных ограничений (бесконтрольный рост японских и итальянских вооружений), так и по вопросу качественных (неудачная попытка ликвидации итальянских и французских подводных лодок и французских «контр-эсминцев», сохранения существующего предела тоннажа линкоров). Единственным британским успехом стал временный запрет (до конца 1942 г.) на строительство новых тяжёлых крейсеров, что позволило англичанам сэкономить довольно значительные средства.